# Maestrale (1934)
«Маестрале» (італ. Maestrale) — ескадрений міноносець ВМС Італії однойменного типу часів Другої світової війни.

## Історія створення
Ескадрений міноносець «Маестрале» був закладений 25 вересня 1931 року на верфі «Cantiere navale di Ancona» в Анконі. Спущений на воду 25 квітня 1934 року, вступив у стрій 2 вересня 1934 року.

## Історія служби

### Довоєнна служба
У 1936 році «Маестрале» разом з «Грекале» здійснив похід у західне Середземномор'я, здійснивши візити в порти Монако, Пальма-де-Мальорка, Барселона, Валенсія і Танжер. Потім здійснив круїз навколо Тосканського архіпелагу з Беніто Муссоліні на борту. Пізніше супроводжував кораблі ВМС Греції, які перевозили прах короля з Бріндізі в Пірей.
Есмінець брав участь в громадянській війні в Іспанії, здійснивши 12 походів до її берегів..
У 1939 році «Маестрале» у складі 1-ї дивізії крейсерів здійснив візит в Іспанію та Португалію, після чого був переданий військово-морському училищу, де й перебував до початку війни.

### Друга світова війна
Після вступу Італії у Другу світову війну «Маестрале» разом з однотипними кораблями був включений до складу 10-ї ескадри есмінців.
Протягом першого року війни він в основному здійснював супровід конвоїв та великих бойових кораблів. Так, протягом 27 липня — 1 серпня 1940 року 10-й дивізіон есмінців у повному складі брав участь в операції «TVL», під час якої в Північну Африку були проведені три конвої.
8 листопада 1941 року «Маестрале» під командуванням Уго Бішані (італ. Ugo Bisciani) очолював ескорт конвою «Дуїсбург», який був рохгромлений британським З'єднанням K. Під час бою есмінець зазнав пошкоджень та втратив хід, але після невеликого ремонту повернувся до строю.
Вже 1-2 грудня разом з есмінцем «Вінченцо Джоберті» достаив 50 т бензину в Дерну.
Далі есмінець брав участь в конвойних операціях «M 42» та «M 43» та Першій битві у затоці Сидра (17 грудня 1941 року).
21-23 лютого 1942 року у рамках операції «K 7» «Маестрале» разом з есмінцями «Шірокко», «Антоніотто Узодімаре», «Еммануеле Пессаньо», «Антоніо Пігафетта» та міноносцем «Чірче» супроводжував танкер «Giulio Giordani» та транспорти «Lerici» і «Monviso» з Корфу в Триполі.
15 серпня 1942 року «Маестрале» під командуванням капітана 1-го рангу Ріккардо Понтремолі (італ. Riccardo Pontremoli) разом з есмінцем «Вінченцо Джоберті» вирушив з Неаполя в Триполі, супроводжуючи теплохід «Rosolino Pilo». Вранці 17 серпня конвой був атакований британськими літаками. В транспорт влучила торпеда, він втратив хід та накренився. «Маестрале» взяв його на буксир, намагаючись доставити в Трапані, але о 00:10 наступного дня транспорт був потоплений британським підводним човном «Юнайтед».
У жовтні-листопаді 1942 року «Маестрале» брав участь в ескортуванні декількох конвоїв. 28 листопада разом з «Фольгоре» брав участь у порятунку вцілілих членів екіпажу допоміжного крейсера «Città di Napoli», який підірвався на мінах.
8 січня 1943 року «Маестрале» під командуванням капітана 1-го рангу Нікола Бедескі (італ. Nicola Bedeschi) у складі ескорту чергового конвою вирушив з Неаполя в Туніс. 9 січня о 20:00 за 38 миль на північний захід від Бізертм есмінець підірвався на міні. Вибухом була відірвана кормова частина довжиною 12 метрів. Есмінець «Корсаро», який намагався надати допомогу, теж підірвався на мінах та затонув протягом декількох хвилин. Наступного дня пошкоджений «Маестрале» був відбуксирований в Бізерту, а через тиждень в Неаполь і далі в Геную для ремонту.
9 вересня 1943 року, після капітуляції Італії, «Маестрале» був затоплений, щоб не дістатись німцям.
Есмінець був піднятий німцями та частково відремонтований. Але у квітні 1945 року, перед закінченням війни, затоплений ними. Після війни корабель був піднятий та зданий на злам.
Загалом протягом війни «Маестрале» здійснив 157 бойових місій (14 у складі флоту, 5 постановок мін, 2 пошуки підводних човнів, 2 обстріли узбережжя, 3 обстріли транспортів, 52 супроводи конвоїв, 24 навчальні та 55 переходів і інших місій ), пройшовши загалом 54 859 миль.